# Yolande de Bar
Pour les articles homonymes, voir Yolande de Bar (homonymie).
Yolande (ou Violante) de Bar, née vers 1365 et décédée le 3 juillet 1431 à Barcelone (Catalogne), est un membre de la Maison de Bar devenue duchesse de Gérone et comtesse de Cervera (1380-1387), par son mariage avec l'héritier de la Couronne d'Aragon, le futur Jean Ier, et ensuite, reine d'Aragon, de Valence, de Majorque, de Sardaigne et (titulaire) de Corse, et comtesse de Barcelone, de Roussillon et de Cerdaigne (1387-1395).  

## Origines
Yolande, selon l'extrait intitulé l'Histoire Latine du Roy Charles VI (1404), tiré de l'Histoire généalogique de la maison royale de Dreux (Paris), Luxembourg, Preuves de l'histoire de la maison de Bar-le Duc, était la deuxième des onze enfants de Robert Ier, comte puis duc de Bar, et de Marie, fille de Jean II le Bon, roi de France et de Bonne de Luxembourg, et donc sœur du roi Charles V. Robert Ier était le fils aîné d'Henri IV, comte de Bar et de Mousson et de sa femme, Yolande de Flandre, elle-même fille de Robert, seigneur de Marle et Cassel et de sa femme, Jeanne de Bretagne. Yolande était donc la nièce de Robert III, comte de Flandre, de Yolande de Bourgogne, comtesse de Nevers et d'Arthur II, duc de Bretagne.

## Biographie
A l'âge de 15 ans, en 1380, elle épousa à Perpignan Jean Ier d'Aragon (1350 † 1395), alors duc de Gérone et comte de Cervera, et héritier de la Couronne d'Aragon. Son époux avait 30 ans et était veuf depuis deux ans : il avait été fiancé à Jeanne de France, fille posthume du roi Philippe VI, mais celle-ci étant décédée en le rejoignant à Béziers, il avait ensuite épousé en premières noces Mathe, fille du comte Jean Ier d'Armagnac, avec qui il avait eu cinq enfants parmi lesquels seule une fille, Jeanne, atteindra l'âge adulte.  
De l'union de Yolande avec le roi Jean Ier naquirent 7 enfants :
1. Jacques (1382 † 1388), dauphin de Gérone et comte de Cervera ;
2. Yolande ou Violante (1383 † 1442), mariée en 1400 à Louis II (1377 † 1417), duc d'Anjou, comte du Maine et de Provence ;
3. Ferdinand (1389 † 1389), duc de Gérone et comte de Cervera ;
4. Antonie (1391 † 1392) ;
5. Eléonore (1393 † 1393) ;
6. Pierre (1394 † 1394), duc de Gérone et comte de Cervera ;
7. Jeanne (1396 † 1396).

Une fois mariée, Yolande chercha rapidement à avoir un rôle politique à la cour et elle se heurta à son beau-père, le roi Pierre IV le Cérémonieux, et surtout à la quatrième épouse de celui-ci, la reine consort Sibylle de Fortià, notamment parce que le couple royal était opposé à cette union.  
Jean devint roi en 1387 et fut vite affublé du surnom de "Jean le Chasseur". De santé fragile et souffrant probablement d'épilepsie mais aussi à cause de son manque de volonté et de sa préférence pour la chasse sur les devoirs royaux, il fut fréquemment contraint de déléguer à sa femme l'autorité royale : en novembre 1388, elle rencontra les représentants de la Cité dans les Cortes de Monzon et parvint à éviter la crise qui menaçait. Devenue reine-lieutenante, elle gouverna la Couronne d'Aragon à ce titre pendant sept ans, au cours desquels elle transforma sa cour en un centre de culture française, qui devint le lieu de rendez-vous des troubadours provençaux les plus talentueux. 
À la mort de Pierre IV, sa femme avait été privée de toutes ses rentes et avait fui la cour pour se réfugier à Sant Martí Sarroca. Ses proches, parmi lesquels le comte d'Empúries, se rebellèrent et s'allièrent au comte Jean III d'Armagnac, neveu de la première épouse du roi Jean Ier, qui envoya ses troupes envahir la Catalogne. En 1389-90, les attaques arrivèrent jusqu'à Gérone mais les envahisseurs furent bientôt repoussés et vaincus par les troupes catalanes et Sibylle, qui avait été capturée, fut privée également de la liberté et enfermée au château de Montcada. Elle reçut toutefois une pension en échange d'une renonciation à toutes ses prérogatives.
Veuve de Jean Ier, décédé lors d'un accident de chasse en 1396, elle se consacra à l'éducation de l'unique fille qui lui restait, Yolande. En l'absence d'héritiers directs mâles, le trône d'Aragon revint à Martin Ier, le frère cadet de Jean Ier.
En 1417, elle intenta un procès devant le Parlement de Paris contre son frère le cardinal-évêque Louis de Bar à qui elle réclamait une part de l'héritage de leurs parents. Le 30 septembre, elle obtint en dédommagement une rente annuelle de 1 500 livres tournois, et Louis céda le duché de Bar à René d'Anjou, le petit-fils de sa sœur, à qui il fit épouser Isabelle de Lorraine, fille et héritière du duc Charles II.

Elle mourut à Barcelone le 13 août 1431 à l'âge de 66 ans et fut enterrée aux côtés de son mari, au monastère de Santa Maria de Poblet, la nécropole des rois de la Couronne d'Aragon.